# Elys
Elys is een warenhuis in Wimbledon, Londen. De onderneming werd opgericht door Joseph Ely in 1876 en maakt deel uit van warenhuisbedrijf Morleys Stores.

## Geschiedenis
Op 16-jarige leeftijd verliet Joseph Ely Essex en ging naar Londen op zoek naar welvaart. Nadat hij ervaring had opgedaan in de detailhanden opende hij in 1876 zijn eigen kleine kleermakers- en stoffenwinkel.
Om de ideale locatie voor de winkel te bepalen ging Ely het aantal mensen tellen dat elk uur op een bepaalde locatie voorbij kwam en besloot om op Alexandra Road aan de voet van Wimbledon Hill te bouwen. Zijn winkel was het eerste warenhuis van Wimbledon.
Vanwege het succes van het warenhuis besloot Ely na 10 jaar te verhuizen naar een groter pand aan de overkant van Alexandra Road naar de hoek van Worple Road, waar de winkel nog steeds staat. De komst van de tram in Wimbledon in 1907 zorgde ervoor dat klanten uit New Malden en Raynes Park naar de  winkels in Wimbledon kwamen. Joseph haalde zelfs de tramconducteurs over om ‘Elys corner!’ te roepen voordat de tram voor de winkel stopte.
In 1910 stierf Ely en menigten verzamelden zich op de hoek van Worple Road om de begrafenisstoet te bekijken. In de jaren 1920 was het zijn de zoon Bernard die de leiding had. In 1926 was het bedrijf tot bloei gekomen en vierde zijn 50-jarig jubileum. In 1936 werd Elys omgezet naar een limited (besloten vennootschap) en haalde genoeg geld op van aandeelhouders om de winkelpuien te vernieuwen.
Na de dood van Bernard in 1957 nam zijn zoon het management over en bleef het bedrijf groeien. Bij een brand in het meubelmagazijn in Gap Road vernietigde honderden bestellingen van klanten. Elys breidde in de jaren 60 uit naar aangrenzende leegstaande panden en de winkel onderging een grote verbouwing.
Morleys Stores Group verwierf Elys in 1996. Daarna onderging de winkel een grote opknapbeurt en introduceerde topmerken om nieuwe klanten aan te trekken. In 2018 breidde het warenhuis opnieuw uit door een naastgelegen vrijgekomen pand erbij te trekken.